# Суйпин
Суйпи́н (кит. упр. 遂平, пиньинь Suípíng) — уезд городского округа Чжумадянь провинции Хэнань (КНР). Название означает «принести спокойствие» и связано с подавлением восстания во времена империи Тан.

## История
При империи Хань был создан уезд Уфан (吴房县). При империи Северная Вэй он был переименован в Суйнин (遂宁县).
При империи Тан в 817 году Ли Су снежной ночью вошёл в Цайчжоу и подавил восстание У Юаньцзи, принеся спокойствие в Цайчжоу; в память об этом император Сянь-цзун повелел переименовать уезд Суйнин в Суйпин.
В 1949 году был создан Специальный район Синьян (信阳专区), и уезд вошёл в его состав. В 1965 году из Специального района Синьян был выделен Специальный район Чжумадянь (驻马店专区). В 1969 году Специальный район Чжумадянь был переименован в Округ Чжумадянь (驻马店地区).
Постановлением Госсовета КНР от 8 июня 2000 года были расформированы округ Чжумадянь и городской уезд Чжумадянь, и образован городской округ Чжумадянь.

## Административное деление
Уезд делится на 3 уличных комитета, 6 посёлков и 5 волостей.